# Fraunhoferstraße (Straubing)

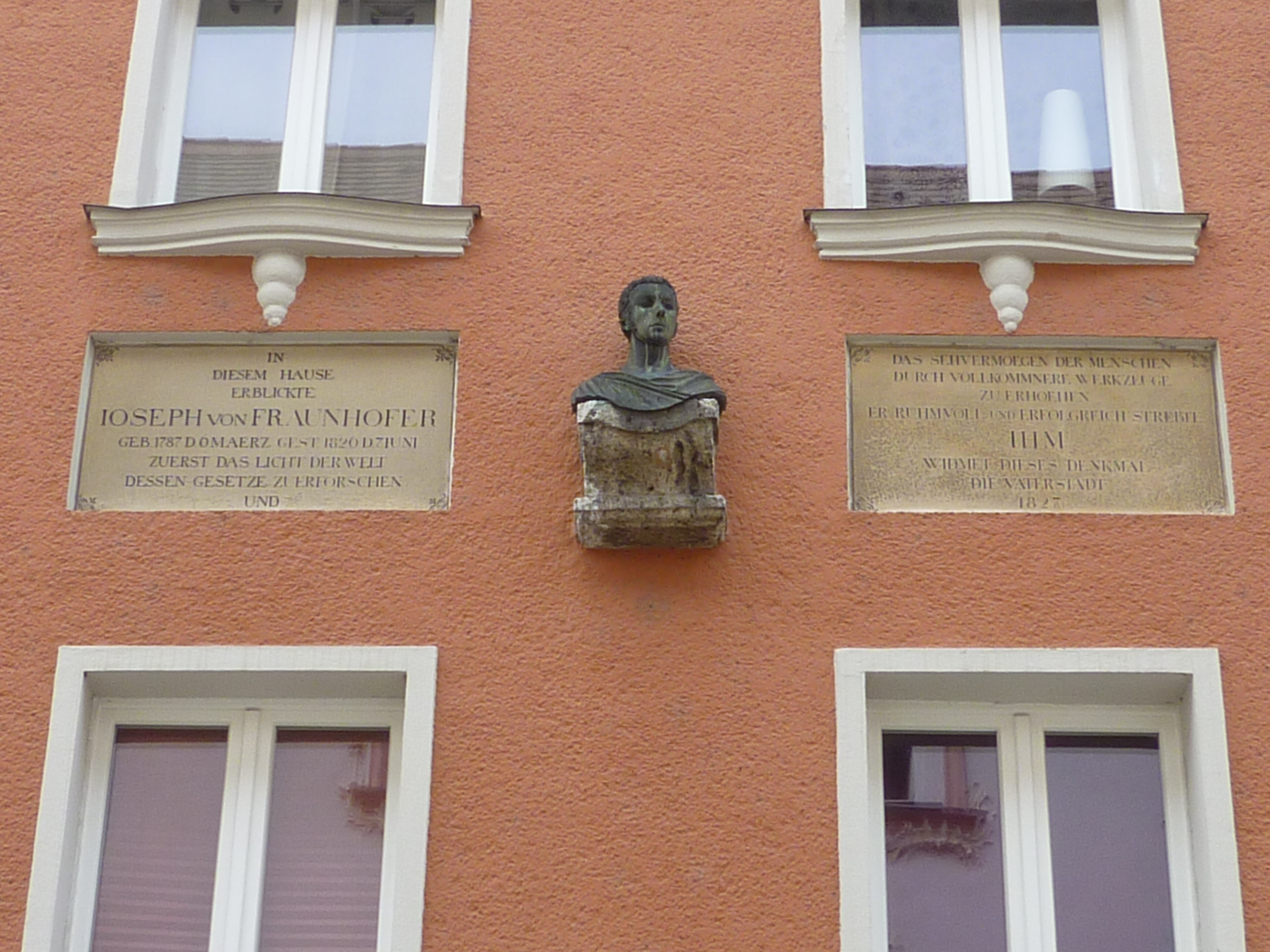
Geburtshaus Fraunhofers mit Gedenktafeln und Büste

Die Fraunhoferstraße in Straubing in Bayern ist eine Nebengasse des Stadtplatzes.
Sie liegt im historischen Stadtraum der herzoglichen Neugründung Straubings und wurde 1827 nach dem deutschen Optiker Joseph von Fraunhofer benannt, der in dieser Straße geboren wurde.
Das Geburtshaus Fraunhofers trägt heute die Adresse Fraunhoferstraße 3 und seit 1827 erinnern zwei frühklassizistisch gestaltete Gedenktafeln und eine Bronzebüste am Haus daran.
Die etwa 220 Meter lange Fraunhoferstraße verläuft vom Ludwigsplatz aus nördlich bis zur Querstraße, die parallel zur Stadtmauer verläuft. Die im Vergleich zu anderen Nebengassen breite Fraunhoferstraße wurde erst nach dem Stadtbrand von 1780 aufgeweitet. Vor der Umbenennung trug sie den Namen Rindermarkt.

## Baudenkmäler in der Fraunhoferstraße
Die Straße gehört zum geschützten Ensemble Altstadt Straubing. Neben dem Geburtshaus Fraunhofers sind noch fünfzehn weitere Häuser der Straße als Einzelbaudenkmäler gelistet.
Auf der westlichen Straßenseite sind gelistete Baudenkmäler das Eckhaus Fraunhoferstraße 1 (Ludwigsplatz 17), ab der Hausnummer 7 durchgängig bis Hausnummer 23 alle Gebäude und die Hausnummer 29. Auf der östlichen Straßenseite sind es das Eckhaus Ludwigsplatz 21 und die Hausnummern 8, 14, 18, 20 und 30 der Fraunhoferstraße.
Siehe auch: Liste der Baudenkmäler in Straubing